# Viola acuminata
Viola acuminata är en violväxtart som beskrevs av Ledebour. Viola acuminata ingår i släktet violer, och familjen violväxter. Utöver nominatformen finns också underarten V. a. pilifera.

## Bildgalleri

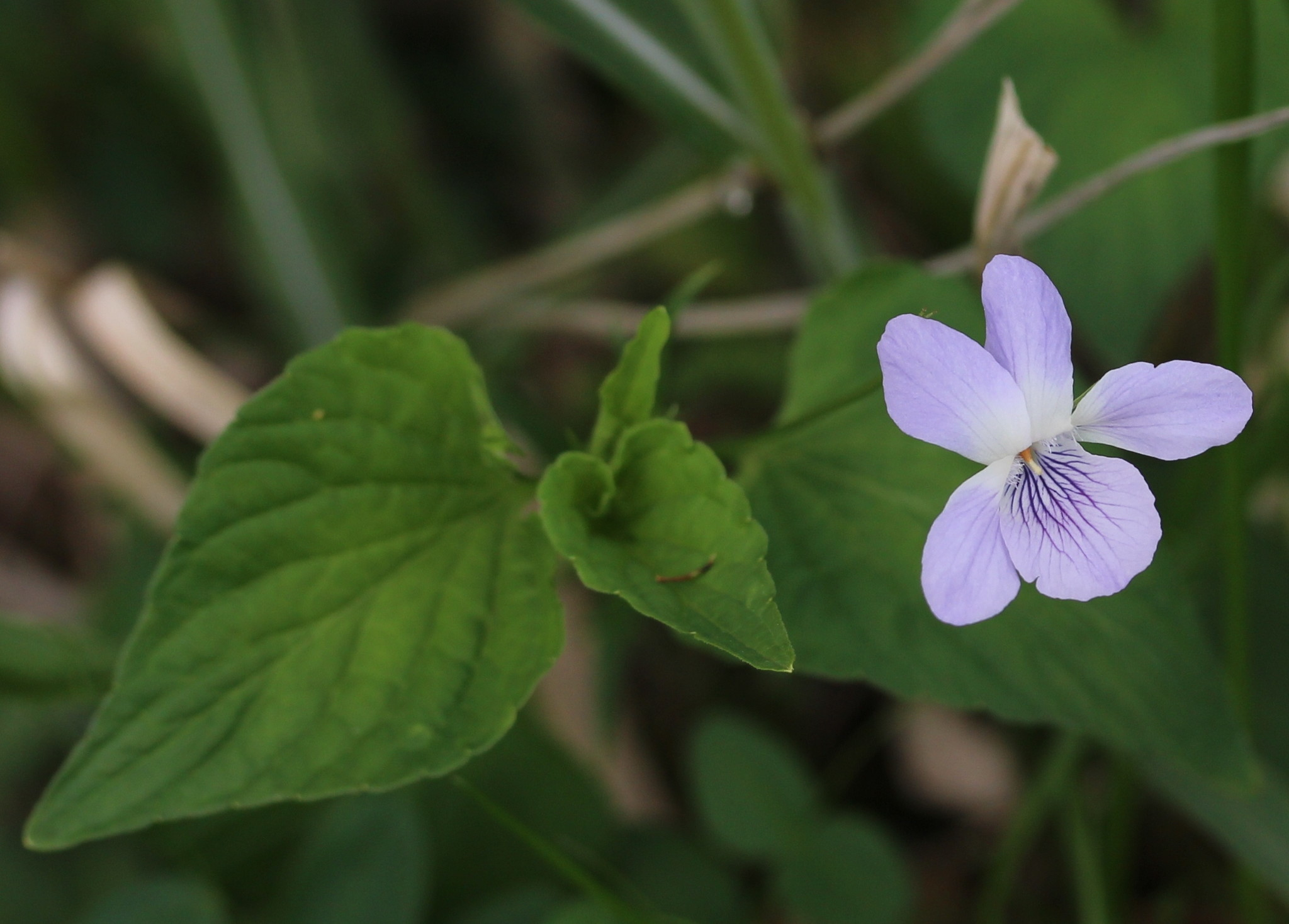
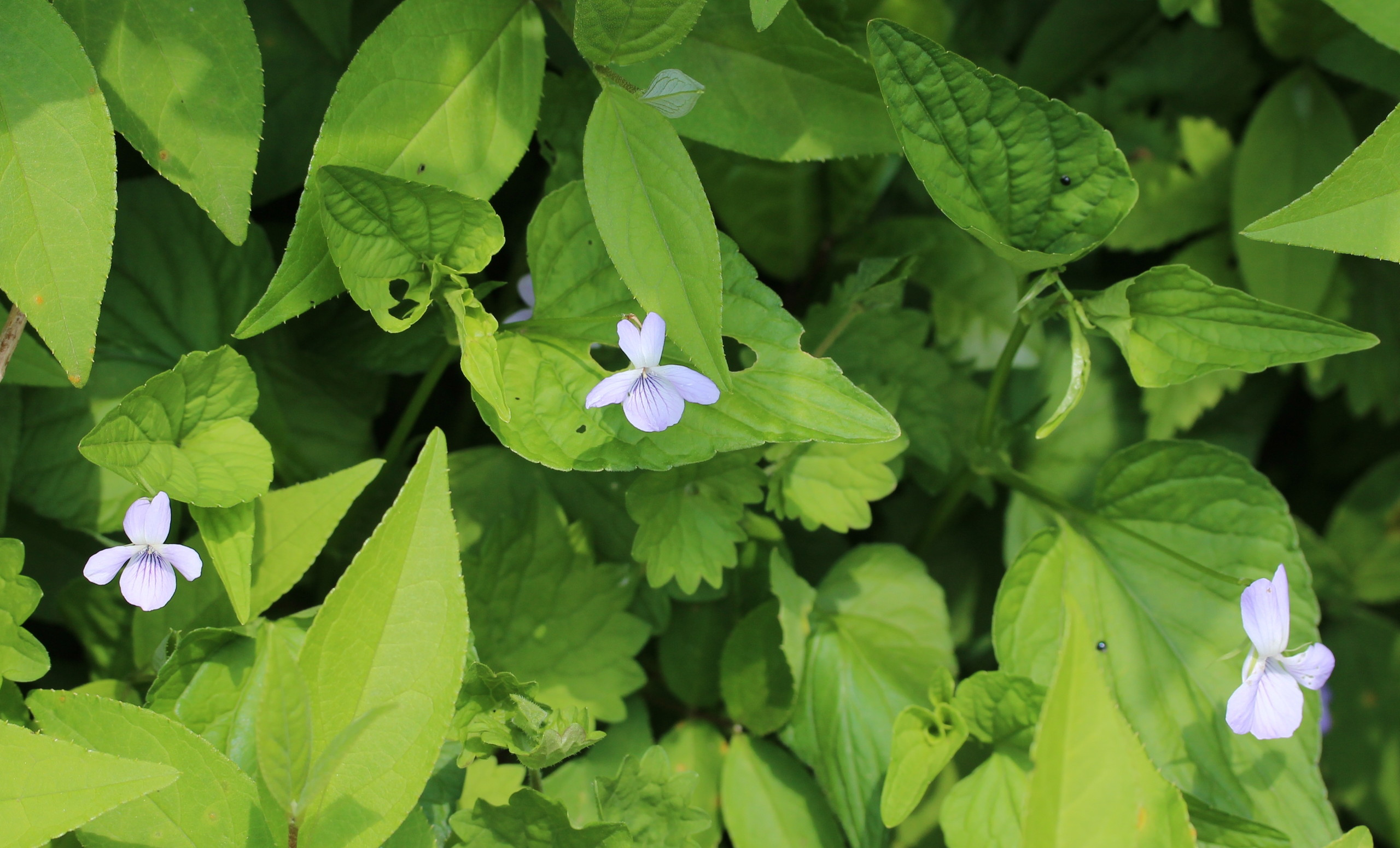